# Margon (Hérault)
Pour les articles homonymes, voir Margon.
Margon est une commune française située dans le département de l'Hérault, en région Occitanie.

## Géographie

### Localisation

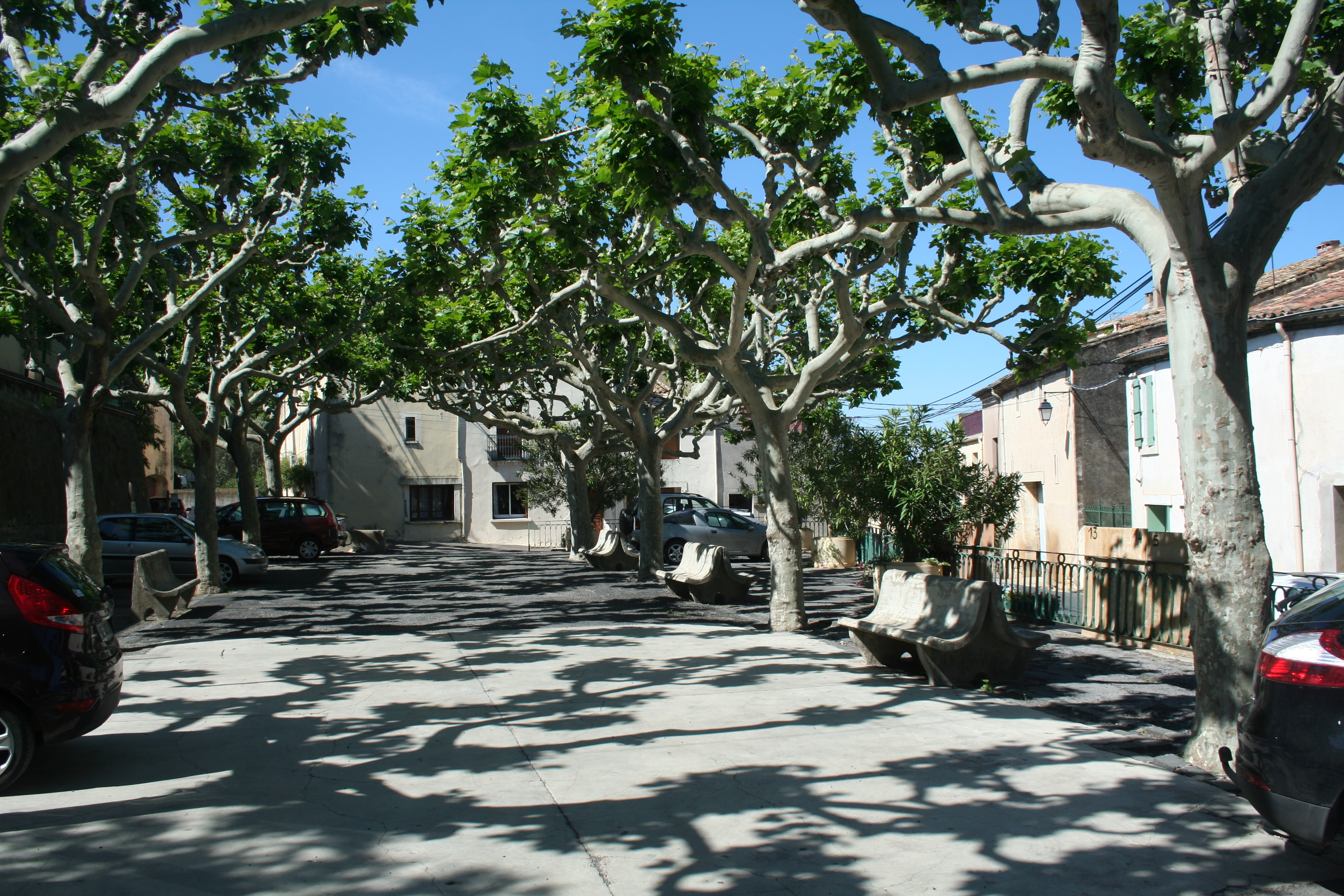
Ambiance du village : la Promenade.

Margon est une commune rurale du sud du  département de l'Hérault, située à 10 km à vol d'oiseau à l'ouest de Pézenas, 17 km au nord-est de Béziers, 18 km au sud-est de Bédarieux et 19 km au sud-ouest de Clermont-l'Hérault.
Elle se trouve dans l'aire d'attraction de Béziers ainsi que dans sa zone d'emploi, et dans le bassin de vie de Pézenas.

### Communes limitrophes
Les communes limitrophes sont  Abeilhan, Alignan-du-Vent, Pouzolles et Roujan.
|           | Roujan   |                 |
| Pouzolles | Margon   | Roujan          |
|           | Abeilhan | Alignan-du-Vent |

### Géologie et relief
La superficie de la commune est de 4,47 km2 ; son altitude varie de 57  à   125 mètres.

### Hydrographie

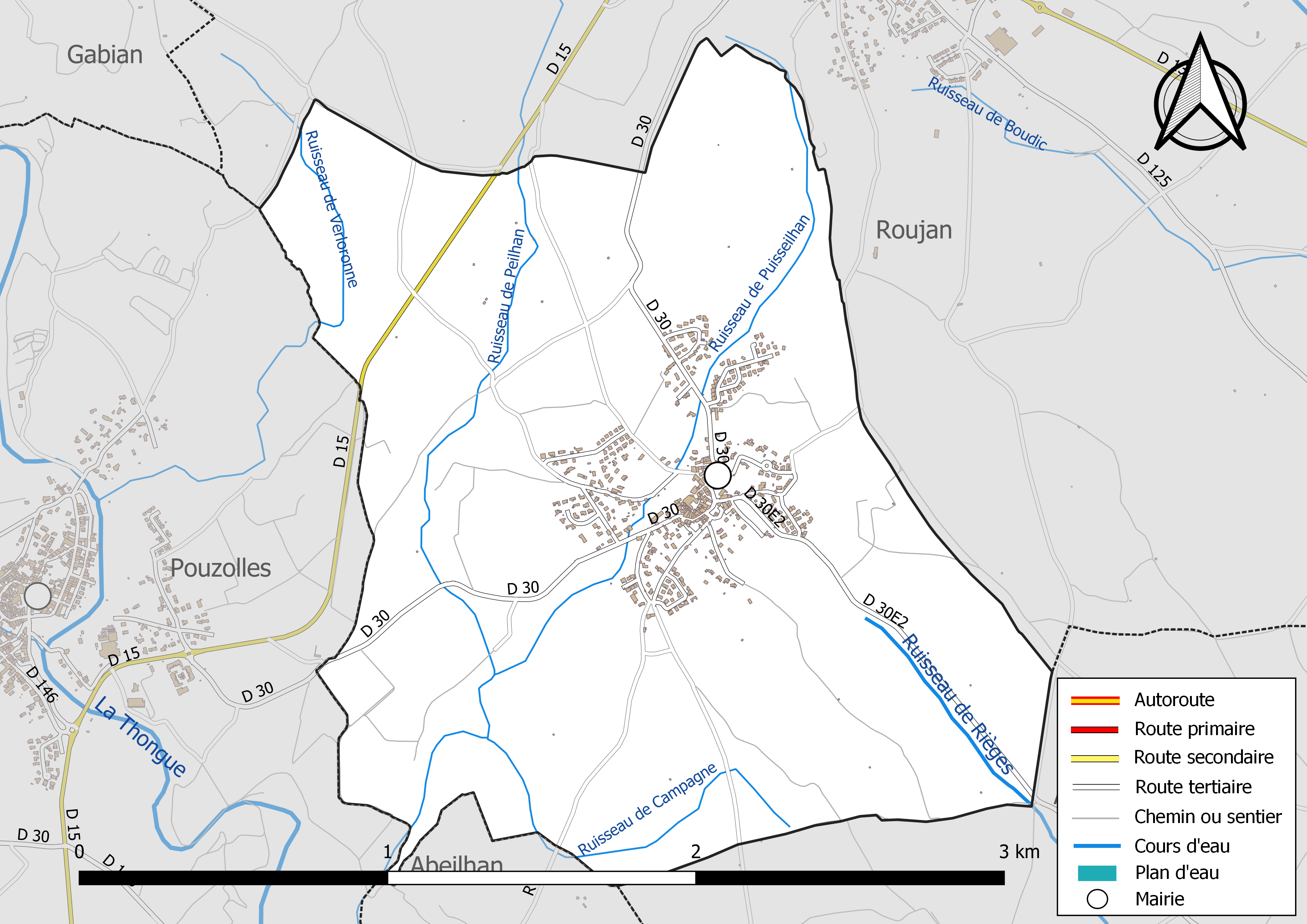
Carte hydrographique de la commune.

Margon est drainée par les ruisseaux de Verloronne, de Peilhan, de Puisseilhan et de Campagne.

### Climat
Pour des articles plus généraux, voir Climat de l'Occitanie et Climat de l'Hérault.
En 2010, le climat de la commune est de type climat méditerranéen franc, selon une étude s'appuyant sur une série de données couvrant la période 1971-2000. En 2020, Météo-France publie une typologie des climats de la France métropolitaine dans laquelle la commune est exposée à un climat méditerranéen et est dans la région climatique Provence, Languedoc-Roussillon, caractérisée par une pluviométrie faible en été, un très bon ensoleillement (2 600 h/an), un été chaud (21,5 °C), un air très sec en été, sec en toutes saisons, des vents forts (fréquence de 40 à 50 % de vents > 5 m/s) et peu de brouillards.
Pour la période 1971-2000, la température annuelle moyenne est de 14,3 °C, avec une amplitude thermique annuelle de 16,1 °C. Le cumul annuel moyen de précipitations est de 681 mm, avec 6,1 jours de précipitations en janvier et 2,5 jours en juillet. Pour la période 1991-2020, la température moyenne annuelle observée sur la station météorologique la plus proche, située sur la commune de Roujan à 2 km à vol d'oiseau, est de 14,7 °C et le cumul annuel moyen de précipitations est de 577,8 mm,. Pour l'avenir, les paramètres climatiques de la commune estimés pour 2050 selon différents scénarios d’émission de gaz à effet de serre sont consultables sur un site dédié publié par Météo-France en novembre 2022.

### Milieux naturels et biodiversité
Aucun espace naturel présentant un intérêt patrimonial n'est recensé en 2021 sur la commune dans l'inventaire national du patrimoine naturel,,.

## Urbanisme

### Typologie
Au 1er janvier 2024, Margon est catégorisée commune rurale à habitat dispersé, selon la nouvelle grille communale de densité à sept niveaux définie par l'Insee en 2022.
Elle est située hors unité urbaine. Par ailleurs la commune fait partie de l'aire d'attraction de Béziers, dont elle est une commune de la couronne,. Cette aire, qui regroupe 53 communes, est catégorisée dans les aires de 50 000 à moins de 200 000 habitants,.

### Occupation des sols

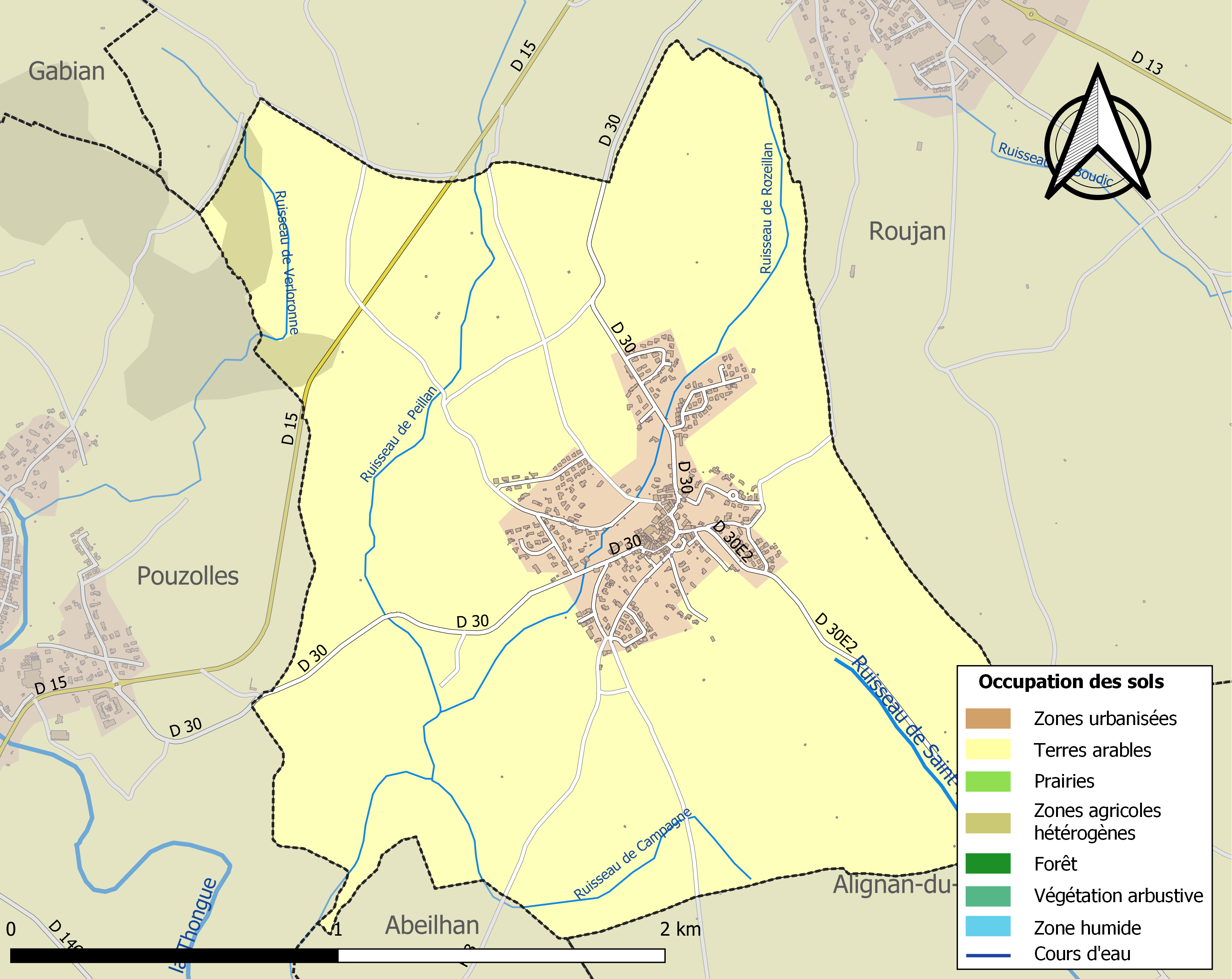
Carte des infrastructures et de l'occupation des sols de la commune en 2018 (CLC).

L'occupation des sols de la commune, telle qu'elle ressort de la base de données européenne d’occupation biophysique des sols Corine Land Cover (CLC), est marquée par l'importance des territoires agricoles (90,9 % en 2018), en diminution par rapport à 1990 (100 %). La répartition détaillée en 2018 est la suivante : cultures permanentes (88,6 %), zones urbanisées (9,1 %), zones agricoles hétérogènes (2,2 %).
L'évolution de l'occupation des sols de la commune et de ses infrastructures peut être observée sur les différentes représentations cartographiques du territoire : la carte de Cassini (XVIIIe siècle), la carte d'état-major (1820-1866) et les cartes ou photos aériennes de l'IGN pour la période actuelle (1950 à aujourd'hui).

### Morphologie urbaine
Margon est un village classé par l'Association des Villages circulaires, d'après la circulade, une forme d'urbanisme médiéval languedocien théorisé par Krzysztof Pawłowski en 1992. Il est construit autour d'un imposant château du Moyen-Age, doté de remparts.

### Habitat et logement
En 2021, le nombre total de logements dans la commune était de 384, alors qu'il était de 334 en 2016 et de 290 en 2011.
Parmi ces logements, 77,2 % étaient des résidences principales, 16,5 % des résidences secondaires et 6,4 % des logements vacants. Ces logements étaient pour 97,3 % d'entre eux des maisons individuelles et pour 2,4 % des appartements.
Le tableau ci-dessous présente la typologie des logements à Margon en 2021 en comparaison avec celle de l'Hérault et de la France entière. Une caractéristique marquante du parc de logements est ainsi une proportion de résidences secondaires et logements occasionnels (16,5 %) inférieure à celle du département (17,8 %) mais supérieure à celle de la France entière (9,7 %).
| Typologie                                               | Margon | Hérault | France entière |
| ------------------------------------------------------- | ------ | ------- | -------------- |
| Résidences principales (en %)                           | 77,2   | 75,2    | 82,2           |
| Résidences secondaires et logements occasionnels (en %) | 16,5   | 17,8    | 9,7            |
| Logements vacants (en %)                                | 6,4    | 7       | 8,1            |

### Risques naturels et technologiques
Le territoire de la commune de Margon est vulnérable à différents aléas naturels : météorologiques (tempête, orage, neige, grand froid, canicule ou sécheresse) et séisme (sismicité faible). Il est également exposé à un risque technologique, le transport de matières dangereuses. Un site publié par le BRGM permet d'évaluer simplement et rapidement les risques d'un bien localisé soit par son adresse soit par le numéro de sa parcelle.

#### Risques naturels
Margon est exposée au risque de feu de forêt du fait de la présence sur son territoire. Un plan départemental de protection des forêts contre les incendies (PDPFCI) a été approuvé en juin 2013 et court jusqu'en 2022, où il doit être renouvelé. Les mesures individuelles de prévention contre les incendies sont précisées par deux arrêtés préfectoraux et s’appliquent dans les zones exposées aux incendies de forêt et à moins de 200 mètres de celles-ci. L’arrêté du 25 avril 2002 réglemente l'emploi du feu en interdisant notamment d’apporter du feu, de fumer et de jeter des mégots de cigarette dans les espaces sensibles et sur les voies qui les traversent sous peine de sanctions. L'arrêté du 11 mars 2013 rend le débroussaillement obligatoire, incombant au propriétaire ou ayant droit,.

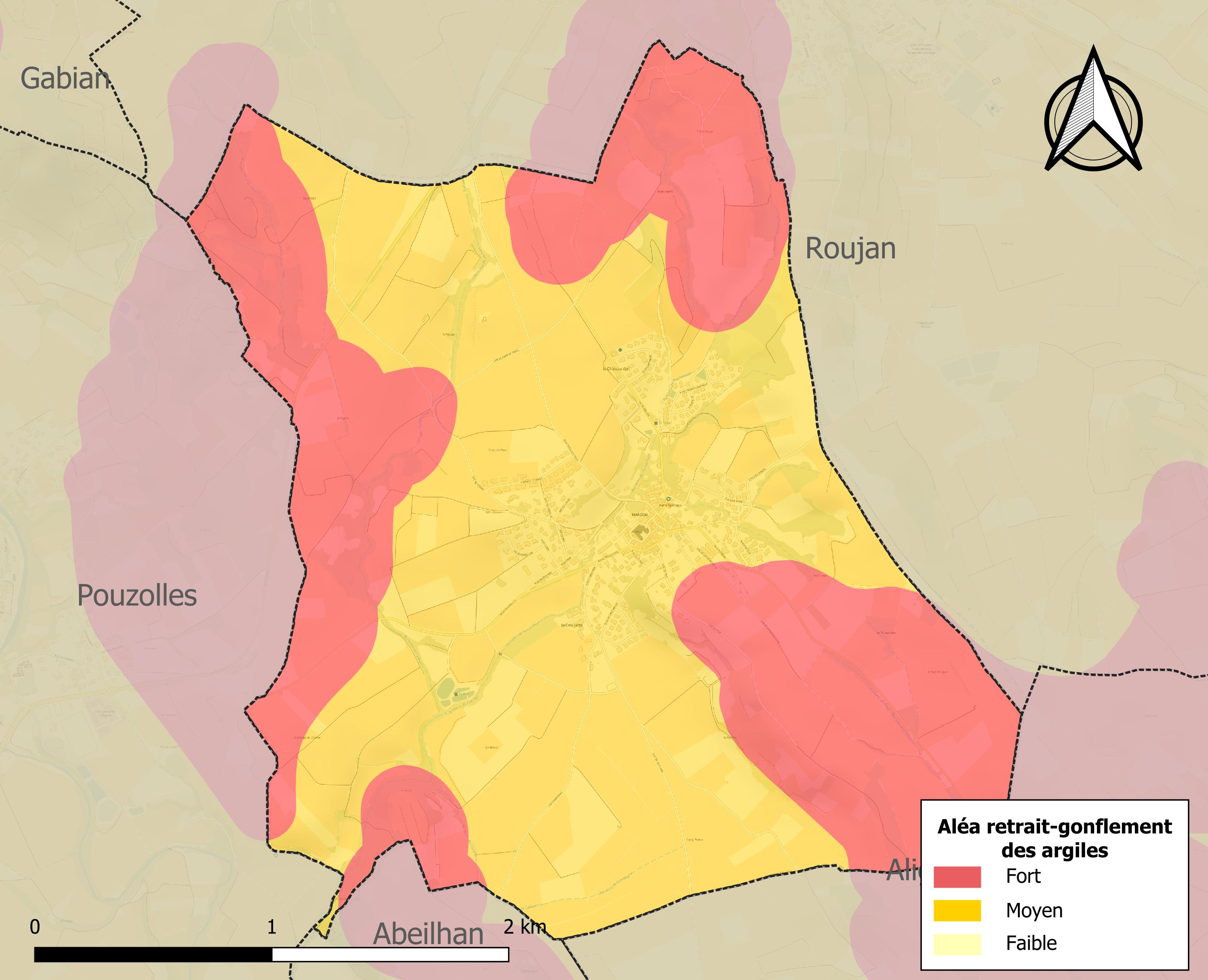
Carte des zones d'aléa retrait-gonflement des sols argileux de Margon.

Le retrait-gonflement des sols argileux est susceptible d'engendrer des dommages importants aux bâtiments en cas d’alternance de périodes de sécheresse et de pluie. La totalité de la commune est en aléa moyen ou fort (59,3 % au niveau départemental et 48,5 % au niveau national). Sur les 340 bâtiments dénombrés sur la commune en 2019, 340 sont en aléa moyen ou fort, soit 100 %, à comparer aux 85 % au niveau départemental et 54 % au niveau national. Une cartographie de l'exposition du territoire national au retrait gonflement des sols argileux est disponible sur le site du BRGM,.
Par ailleurs, afin de mieux appréhender le risque d’affaissement de terrain, l'inventaire national des cavités souterraines permet de localiser celles situées sur la commune.
La commune a été reconnue en état de catastrophe naturelle au titre des dommages causés par les inondations et coulées de boue survenues en 1982, 1986, 1996, 2014 et 2019.

#### Risques technologiques
Le risque de transport de matières dangereuses sur la commune est lié à sa traversée par des infrastructures routières ou ferroviaires importantes ou la présence d'une canalisation de transport d'hydrocarbures. Un accident se produisant sur de telles infrastructures est susceptible d’avoir des effets graves sur les biens, les personnes ou l'environnement, selon la nature du matériau transporté. Des dispositions d’urbanisme peuvent être préconisées en conséquence.

## Histoire

### Ancien Régime
Sous l'Ancien Régime, la communauté de Margon dépend du diocèse de Béziers et de la seigneurie de Margon. La baronnie de Margon est rattachée au royaume de France en 1221, lors de la croisade des Albigeois.

### Révolution française et Empire
Le château est mutilé en 1793.

## Politique et administration

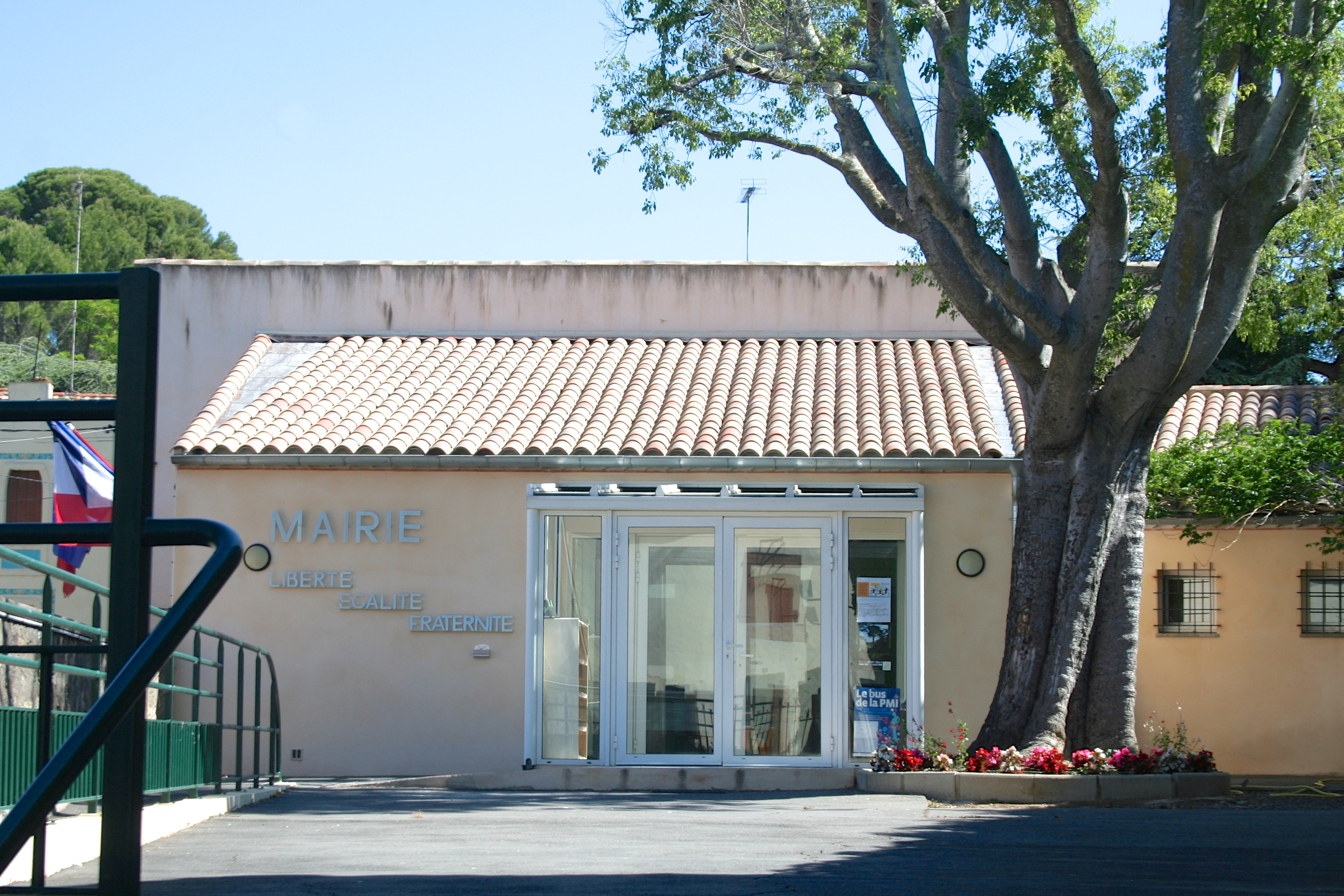
La mairie.

### Rattachements administratifs et électoraux

#### Rattachements administratifs
La commune se trouve dans l'arrondissement de Béziers du département de l'Hérault.
Elle faisait partie depuis 1793 du canton de Roujan. Dans le cadre du redécoupage cantonal de 2014 en France, cette circonscription administrative territoriale a disparu, et le canton n'est plus qu'une circonscription électorale.

#### Rattachements électoraux
Pour les élections départementales, la commune fait partie depuis 2014 du canton de Cazouls-lès-Béziers.
Pour l'élection des députés, elle fait partie de la cinquième circonscription de l'Hérault.

### Intercommunalité
Margon était membre de la communauté de communes Coteaux et Châteaux, un établissement public de coopération intercommunale (EPCI) à fiscalité propre créé fin 1997  et auquel la commune avait transféré un certain nombre de ses compétences, dans les conditions déterminées par le code général des collectivités territoriales.
Conformément aux prescriptions de la loi de réforme des collectivités territoriales du 16 décembre 2010, qui a prévu le renforcement et la simplification des intercommunalités et la constitution de structures intercommunales de grande taille, celle-ci a fusionné avec ses voisines pour former, le 1er janvier 2013, la Les Avant-Monts du Centre Hérault.
Une seconde fusion  avec la communauté de communes Orb et Taurou intervient dans le cadre des dispositions de la loi portant nouvelle organisation territoriale de la République du 7 août 2015, qui prévoit que les établissements publics de coopération intercommunale (EPCI) à fiscalité propre doivent avoir un minimum de 15 000 habitants, aboutissant à la création, le 1er janvier 25017 de l'actuelle communauté de communes Les Avant-Monts, dont est désormais membre la commune.

### Liste des maires
| Période   | Période                        | Identité         | Étiquette | Qualité                            |
| --------- | ------------------------------ | ---------------- | --------- | ---------------------------------- |
| 1947      | 1965                           | Georges Benoit   |           |                                    |
| 1965      | 7 octobre 1975                 | Camille Durand   |           |                                    |
| 1975      | 1983                           | Léonce Claris    |           |                                    |
| 1983      | 1989                           | Eugène Albestre  |           |                                    |
| 1989      | 1995                           | René Comte       |           |                                    |
| 1995      | janvier 2023,                  | Jacques Libretti | SE        | Policier retraité Mort en fonction |
| mars 2023 | En cours (au 30 novembre 2023) | Joël Ries        | SE        | Cadre retraité                     |

## Population et société
Les habitants sont appelés les Margonnais ou  Margonnaises.

## Démographie
L'évolution du nombre d'habitants est connue à travers les recensements de la population effectués dans la commune depuis 1793. Pour les communes de moins de 10 000 habitants, une enquête de recensement portant sur toute la population est réalisée tous les cinq ans, les populations de référence des années intermédiaires étant quant à elles estimées par interpolation ou extrapolation. Pour la commune, le premier recensement exhaustif entrant dans le cadre du nouveau dispositif a été réalisé en 2005.

En 2022, la commune comptait 775 habitants, en évolution de +15,67 % par rapport à 2016 (Hérault : +7,49 %, France hors Mayotte : +2,11 %).
| 1793 | 1800 | 1806 | 1821 | 1831 | 1836 | 1841 | 1846 | 1851 |
| ---- | ---- | ---- | ---- | ---- | ---- | ---- | ---- | ---- |
| 150  | 157  | 197  | 211  | 217  | 219  | 194  | 184  | 197  |

| 1856 | 1861 | 1866 | 1872 | 1876 | 1881 | 1886 | 1891 | 1896 |
| ---- | ---- | ---- | ---- | ---- | ---- | ---- | ---- | ---- |
| 206  | 225  | 226  | 236  | 227  | 213  | 192  | 236  | 249  |

| 1901 | 1906 | 1911 | 1921 | 1926 | 1931 | 1936 | 1946 | 1954 |
| ---- | ---- | ---- | ---- | ---- | ---- | ---- | ---- | ---- |
| 273  | 270  | 253  | 287  | 256  | 240  | 222  | 237  | 208  |

| 1962 | 1968 | 1975 | 1982 | 1990 | 1999 | 2005 | 2006 | 2010 |
| ---- | ---- | ---- | ---- | ---- | ---- | ---- | ---- | ---- |
| 209  | 202  | 168  | 156  | 209  | 244  | 299  | 318  | 550  |

| 2015 | 2020 | 2022 | - | - | - | - | - | - |
| ---- | ---- | ---- | - | - | - | - | - | - |
| 654  | 724  | 775  | - | - | - | - | - | - |

Margon est une commune rurale qui a  connu une forte hausse de la population depuis 1975.

## Économie
L'activité économique de Margon est essentiellement tournée vers la viticulture.

### Revenus
En 2018, la commune compte 283 ménages fiscaux, regroupant 711 personnes. La médiane du revenu disponible par unité de consommation est de 19 280 € (20 330 € dans le département).

### Emploi
|                | 2008   | 2013   | 2018  |
| -------------- | ------ | ------ | ----- |
| Commune        | 6,9 %  | 13 %   | 9,8 % |
| Département    | 10,1 % | 11,9 % | 12 %  |
| France entière | 8,3 %  | 10 %   | 10 %  |

En 2018, la population âgée de 15 à 64 ans s'élève à 401 personnes, parmi lesquelles on compte 75,1 % d'actifs (65,3 % ayant un emploi et 9,8 % de chômeurs) et 24,9 % d'inactifs,. Depuis 2008, le taux de chômage communal (au sens du recensement) des 15-64 ans est inférieur à celui de la France et du département.
La commune fait partie de la couronne de l'aire d'attraction de Béziers, du fait qu'au moins 15 % des actifs travaillent dans le pôle,. Elle compte 53 emplois en 2018, contre 64 en 2013 et 49 en 2008. Le nombre d'actifs ayant un emploi résidant dans la commune est de 268, soit un indicateur de concentration d'emploi de 20 % et un taux d'activité parmi les 15 ans ou plus de 55,1 %.
Sur ces 268 actifs de 15 ans ou plus ayant un emploi, 38 travaillent dans la commune, soit 14 % des habitants. Pour se rendre au travail, 92,3 % des habitants utilisent un véhicule personnel ou de fonction à quatre roues, 0,4 % les transports en commun, 2,9 % s'y rendent en deux-roues, à vélo ou à pied et 4,4 % n'ont pas besoin de transport (travail au domicile).

### Activités hors agriculture

#### Secteurs d'activités
47 établissements sont implantés  à Margon au 31 décembre 2019. Le tableau ci-dessous en détaille le nombre par secteur d'activité et compare les ratios avec ceux du département,.
| Secteur d'activité                                                                                        | Commune | Commune | Département |
| Secteur d'activité                                                                                        | Nombre  | %       | %           |
| --- | ------- | ------- | ----------- |
| Ensemble                                                                                                  | 47      |         |             |
| Industrie manufacturière, industries extractives et autres                                                | 2       | 4,3 %   | (6,7 %)     |
| Construction                                                                                              | 20      | 42,6 %  | (14,1 %)    |
| Commerce de gros et de détail, transports, hébergement et restauration                                    | 9       | 19,1 %  | (28 %)      |
| Activités immobilières                                                                                    | 1       | 2,1 %   | (5,3 %)     |
| Activités spécialisées, scientifiques et techniques et activités de services administratifs et de soutien | 8       | 17 %    | (17,1 %)    |
| Administration publique, enseignement, santé humaine et action sociale                                    | 1       | 2,1 %   | (14,2 %)    |
| Autres activités de services                                                                              | 6       | 12,8 %  | (8,1 %)     |

Le secteur de la construction est prépondérant sur la commune puisqu'il représente 42,6 % du nombre total d'établissements de la commune (20 sur les 47 entreprises implantées  à Margon), contre 14,1 % au niveau départemental.

#### Entreprises et commerces
Les trois entreprises ayant leur siège social sur le territoire communal qui génèrent le plus de chiffre d'affaires en 2020 sont : 
- SG Plomberie Piscine, travaux d'installation d'eau et de gaz en tous locaux (105 k€) ;
- Horizon 5, hôtels et hébergement similaire (22 k€) ;
- Elicec Conseil, services administratifs combinés de bureau (1 k€).

### Agriculture
La commune est dans le « Soubergues », une petite région agricole occupant le nord-est du département de l'Hérault. En 2020, l'orientation technico-économique de l'agriculture  sur la commune est la viticulture.
|               | 1988 | 2000 | 2010 | 2020 |
| ------------- | ---- | ---- | ---- | ---- |
| Exploitations | 38   | 38   | 19   | 21   |
| SAU (ha)      | 214  | 270  | 170  | 240  |

Le nombre d'exploitations agricoles en activité et ayant leur siège dans la commune est passé de 38 lors du recensement agricole de 1988  à 38 en 2000 puis à 19 en 2010 et enfin à 21 en 2020, soit une baisse de 45 % en 32 ans. Le même mouvement est observé à l'échelle du département qui a perdu pendant cette période 67 % de ses exploitations,. La surface agricole utilisée sur la commune est restée relativement stable, passant de 214 ha en 1988 à 240 ha en 2020. Parallèlement la surface agricole utilisée moyenne par exploitation a augmenté, passant de 6 à 11 ha.

## Culture locale et patrimoine

### Lieux et monuments
- Le château de Margon Classé MH (1937, 2017)[19] du XVIe siècle (propriété privée), et son parc  Inscrit MH[32], classé « Jardin remarquable »[33],[34].

Le châteaau de Margon
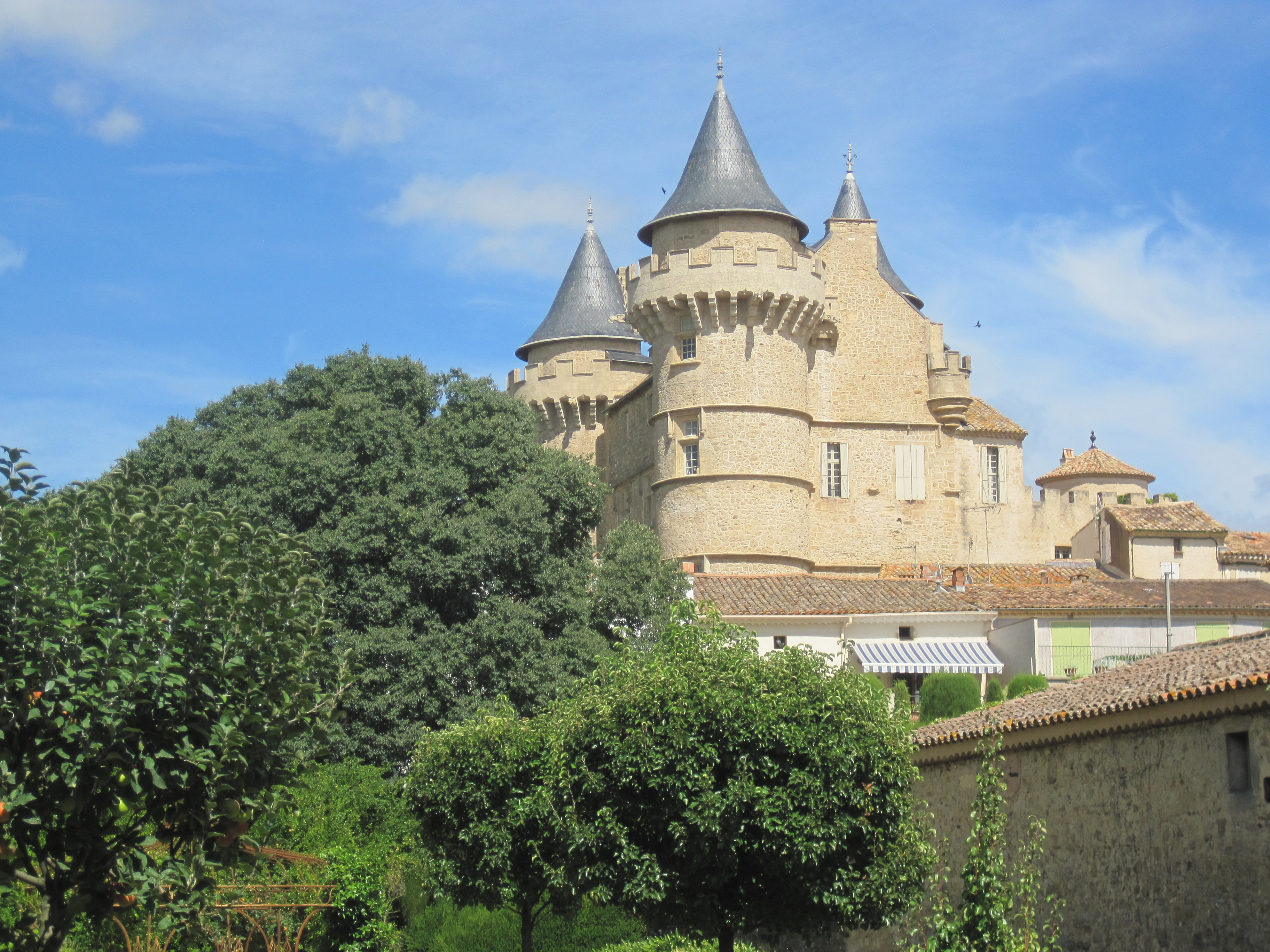
Vue vers la tour.
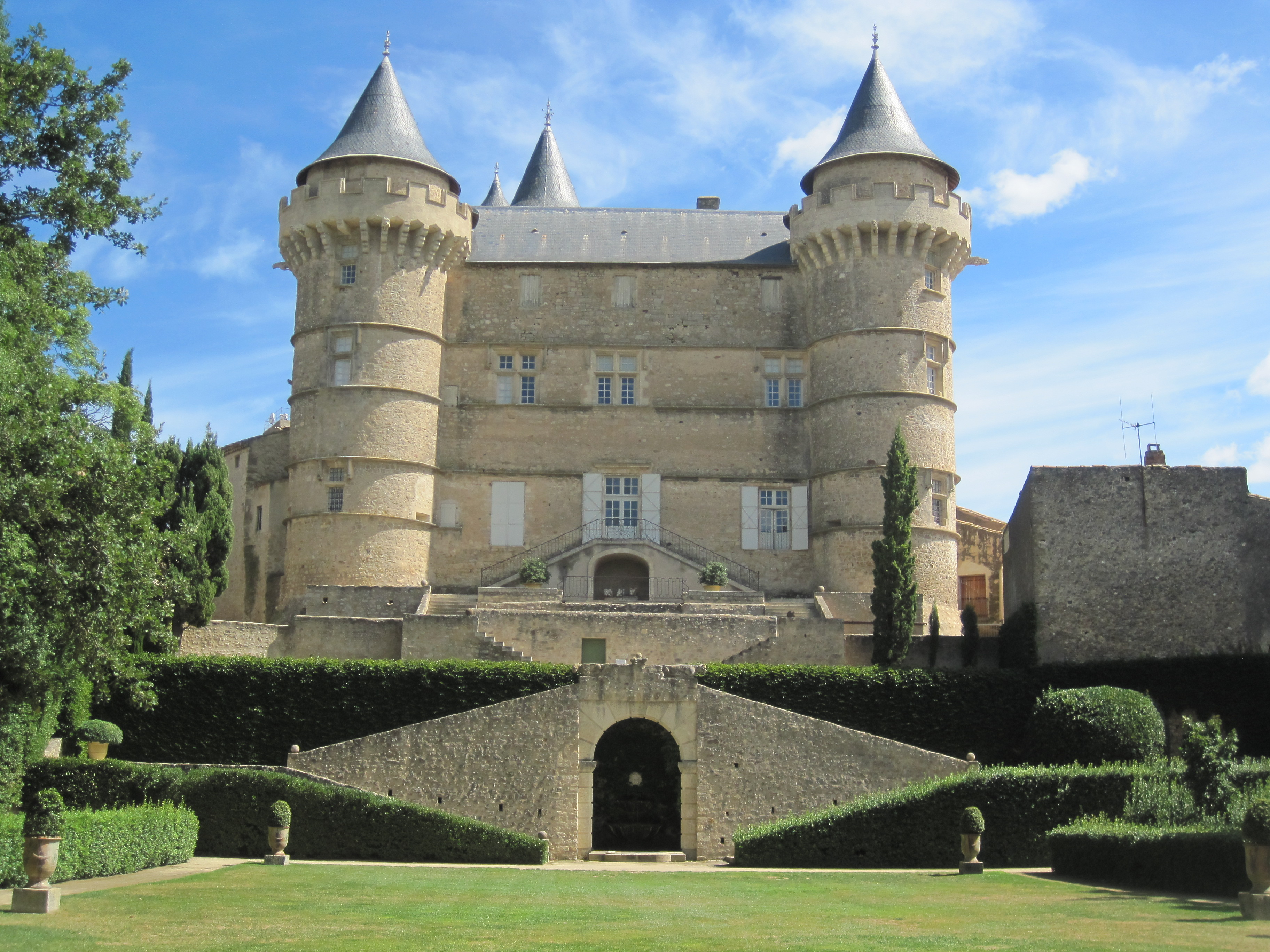
Le château, côté jardins.
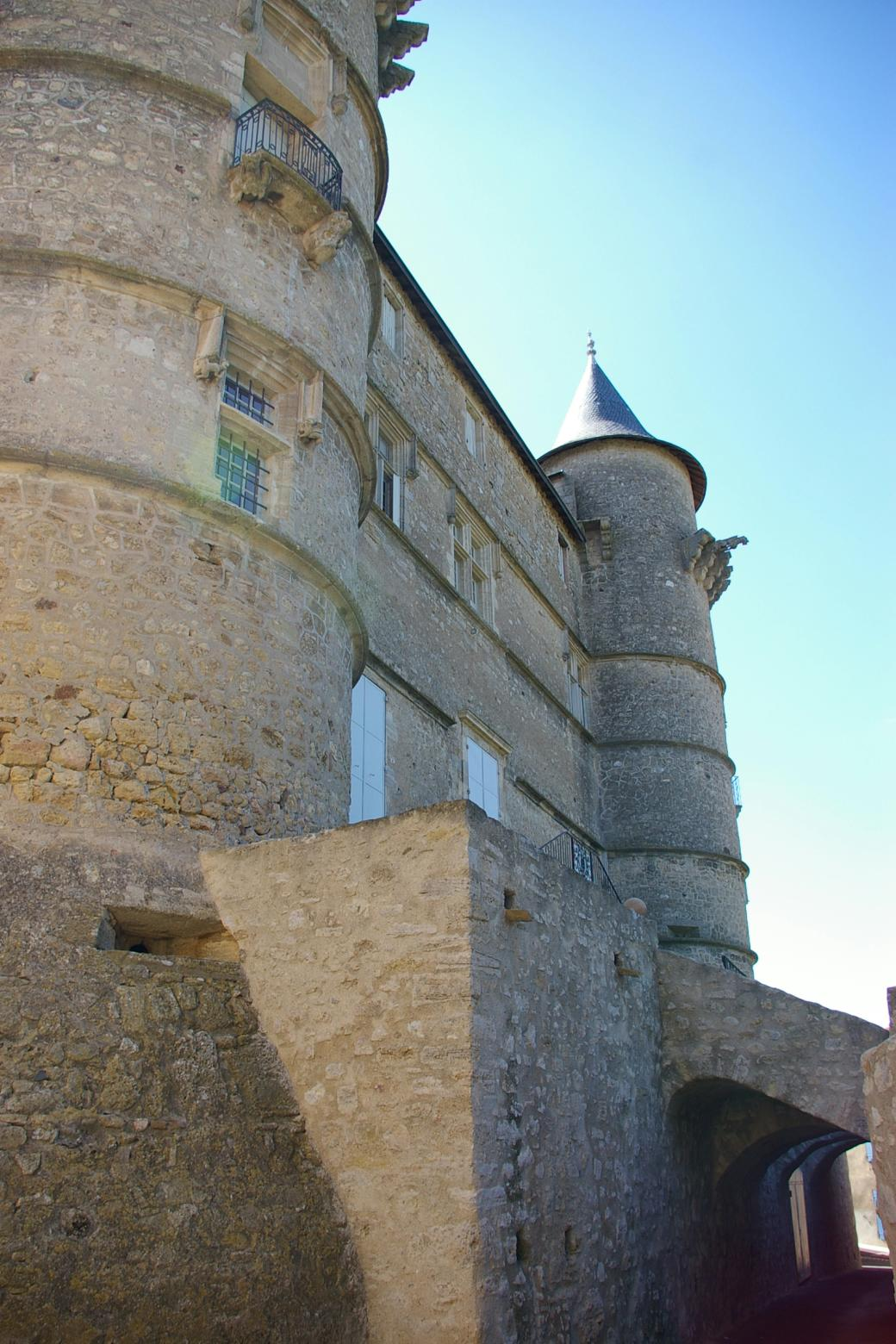
Détail d'une façade.
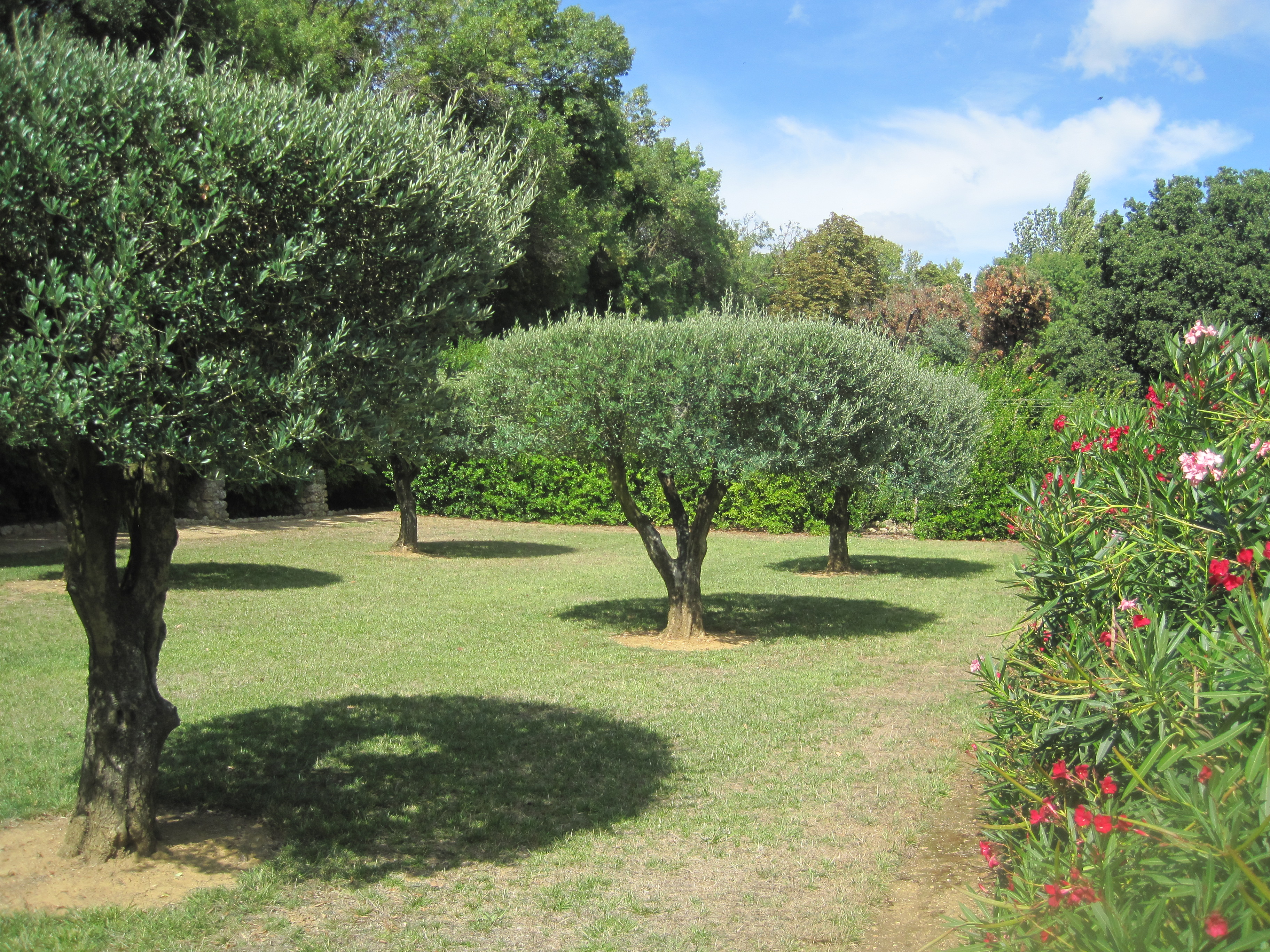
Oliviers dans le parc du château.

- Rue des Banastes.
- Église Saint-Christophe du XIIe siècle - retable classé.
- Circuite de randonnée « Les Banastes »[35].

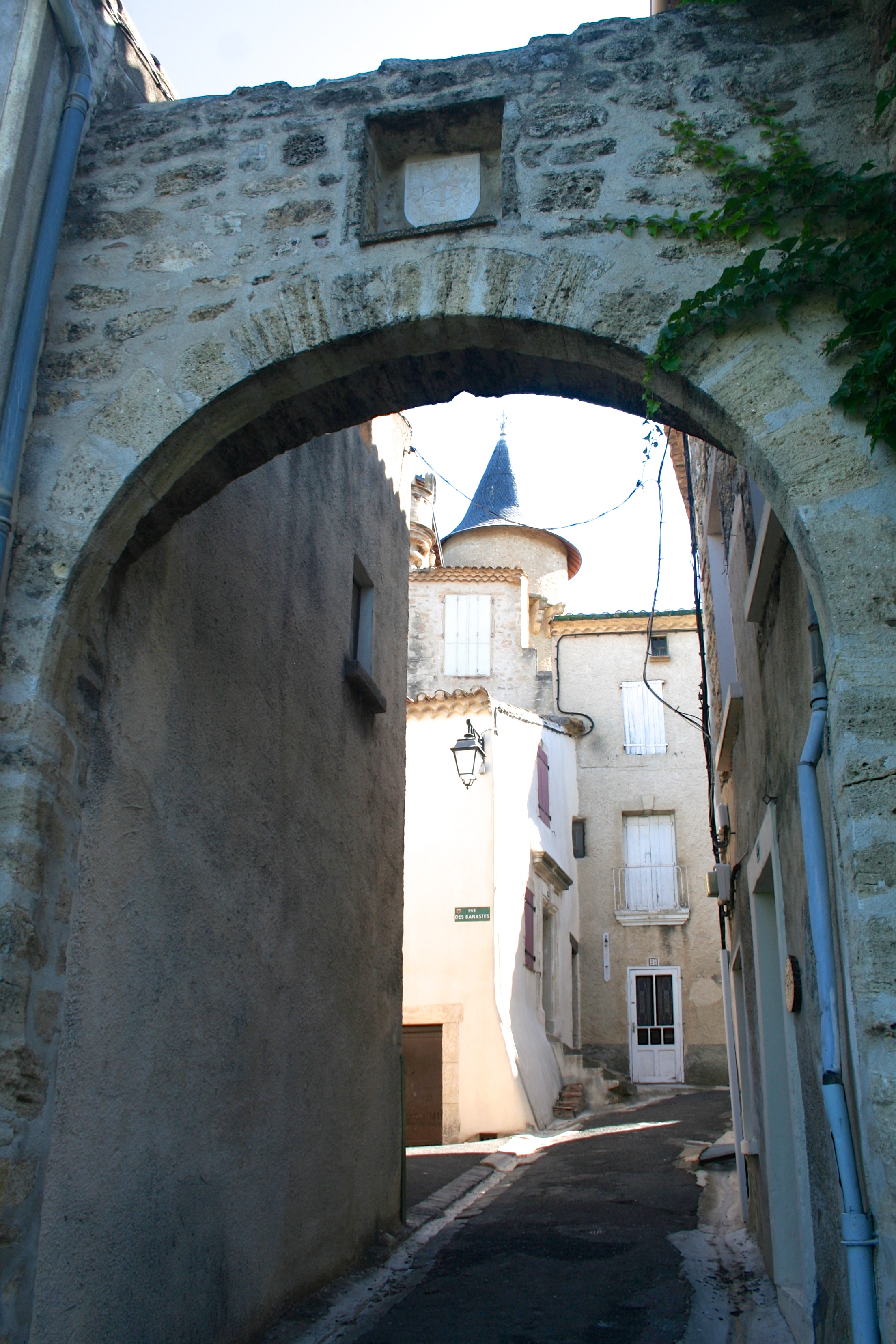
La porte du village.
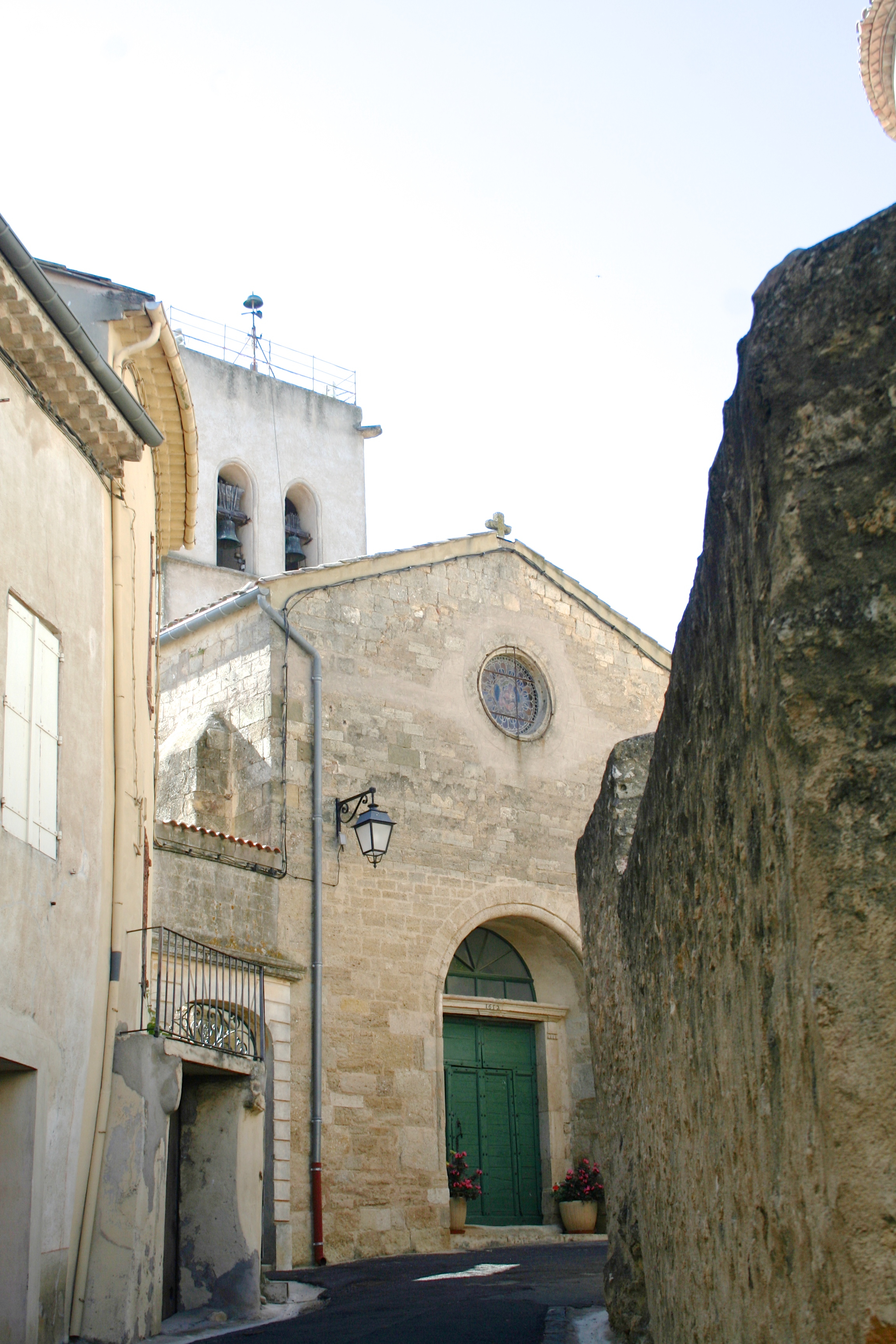
La façade de l'église...
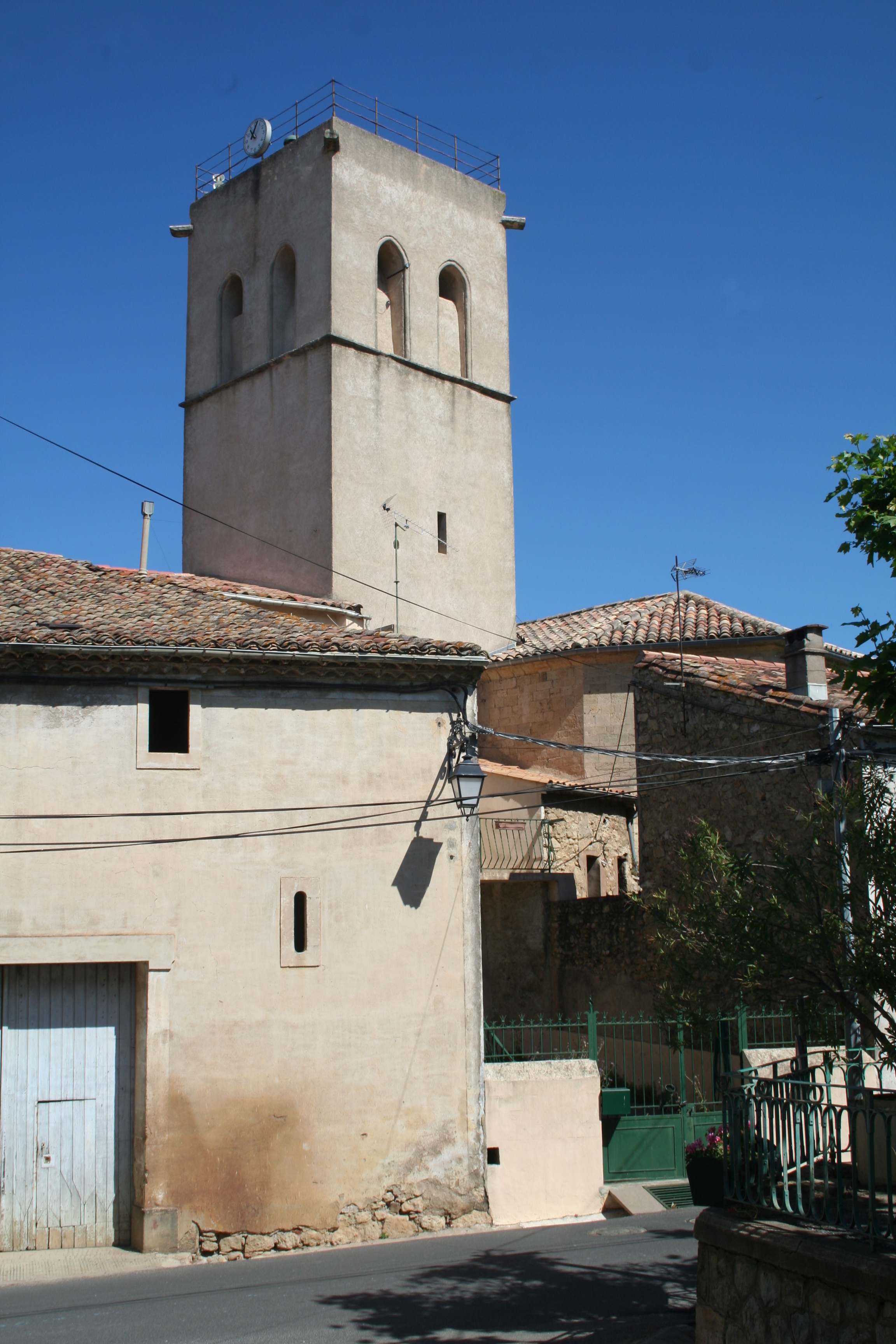
... et son clocher.
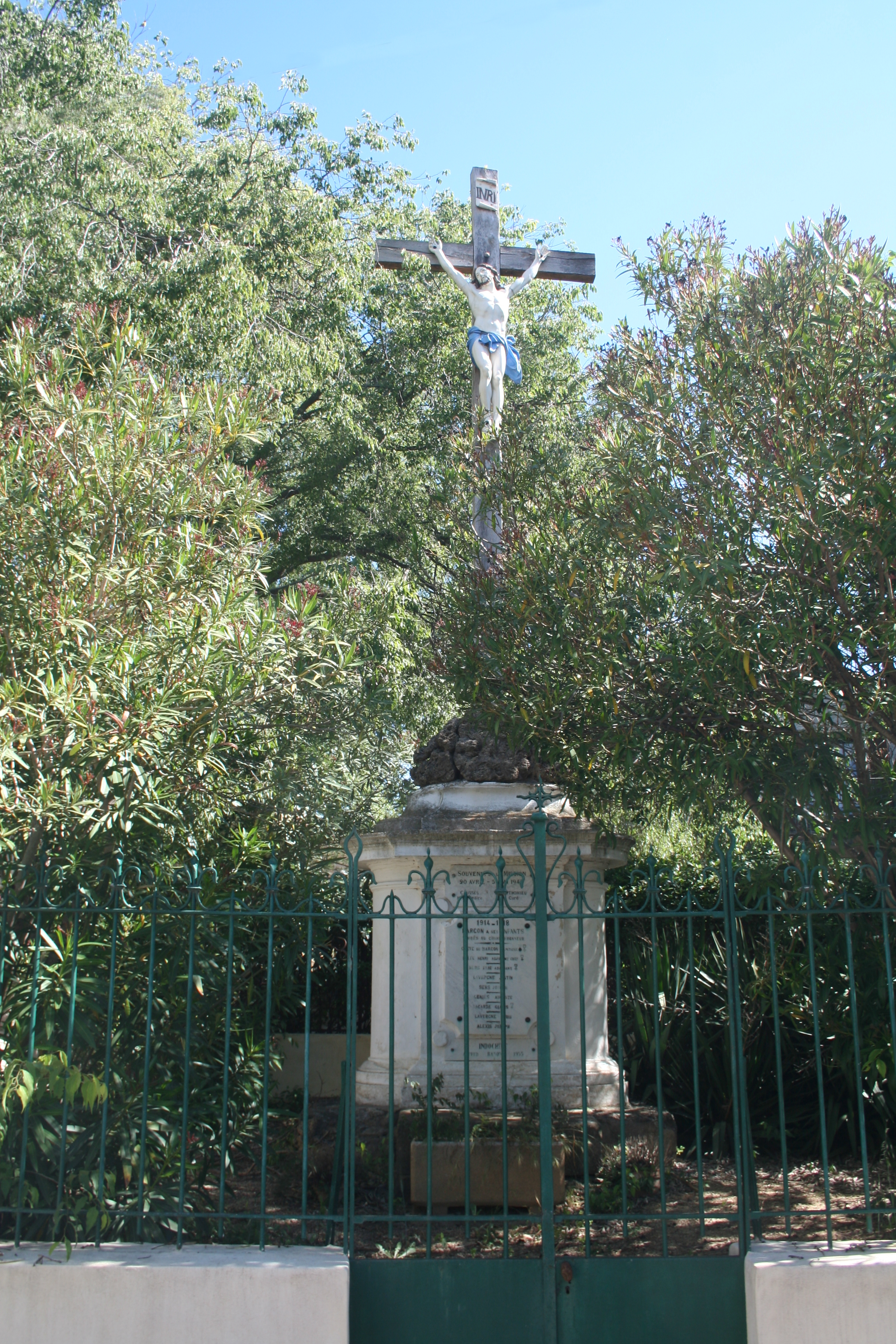
Le monument aux morts.

### Héraldique
| Blason de Margon (Hérault) | Blason  | D'hermine, au pairle losangé d'argent et de gueules |
| Blason de Margon (Hérault) | Détails | Le statut officiel du blason reste à déterminer.    |

## Pour approfondir